# نواب‌گنج، بارابانکی
نواب‌گتج، بارابانکی (به انگلیسی: Nawabganj) یک منطقهٔ مسکونی در هند است که در Barabanki district واقع شده‌است.

## خصوصیات
نواب‌گتج ۸۰۶٬۹۲۹ نفر جمعیت دارد و ۹۳ متر بالاتر از سطح دریا واقع شده‌است.